# Northwest EAA Fly-In
Northwest EAA Fly-In, conocida coloquialmente como Arlington Air Show, es una exhibición de vuelo celebrada anualmente en Washington, en el aeropuerto municipal de Arlington. Miles de pilotos y cientos de empresas de Estados Unidos participan habitualmente en los 3-4 días que dura el evento. Es el tercero de estos actos más importante de la nación.